# Henrique VI, Parte 2
Henrique VI, Parte 2 (no original, The Second Part of King Henry the Sixth) é uma peça de teatro do gênero drama histórico, de autoria de William Shakespeare. Acredita-se que tenha sido escrita entre 1590 e 1591.